# Anisodes simplex
Anisodes simplex là một loài bướm đêm trong họ Geometridae.